# NGC 7249
NGC 7249 este o brightest cluster galaxy⁠(d) situată în constelația Cocorul. A fost descoperită în 4 octombrie 1834 de către John Herschel.